# Ancyfierowskij Bor
Ancyfierowskij Bor (ros. Анциферовский Бор) – wieś (dieriewnia) w Rosji, w obwodzie archangielskim, w rejonie oneskim. W 2010 liczyła 526 mieszkańców.